# Giandomenico Martoretta
Giandomenico Martoretta (également, Giandominico La Martoretta, Il Martoretta ou Martoretta), né à Mileto (Calabre) en 1515, et peut-être mort dans les années 1560, était un compositeur italien.

## Biographie
On sait peu de choses sur sa vie, si ce n'est qu'il a voyagé en Terre Sainte avant 1554. À son retour, il a séjourné ensuite à Chypre en tant qu'hôte d'un noble cavaliere, Piero Singlitico.
En 1552 il est mentionné avec le titre de Dottor in musica.
Pour Einstein, il s'agirait d'un ecclésiastique.

## Œuvre
L'œuvre connue de Martoretta comprend principalement des madrigaux.
Son premier recueil de madrigaux a été écrit dans le style nota nere, style introduit par Constanzo Festa. Theodor Kroyer (1873-1945) pensait que les madrigaux de Martoretta faisait usage de clefs chromatiques.

## Publications
- Il primo libro di madrigali cromatici a quattro voci (1548) Gardano, Venise.
- Il secondo libro di madrigali cromatici a quattro voci (1552) édité par Maria Antonella Balsano, Firenze, 1988 (Musiche Rinascimentali Siciliane Vol.11)[5].
- Il terzo libro di madrigali cromatici a quattro voci (1554)